# Operatie Soapsuds
Operatie Soapsuds was de codenaam voor een Amerikaans bombardement op de olievelden van Ploiești, Roemenië.

## Geschiedenis
De Amerikanen besloten om op 12 juni 1942 het bombardement op de olievelden uit te voeren. Het was de eerste Amerikaanse luchtaanval op het Europese strijdtoneel. Dertien Amerikaanse B-24 Liberator bommenwerpers van de Amerikaanse legerluchtmacht voerden de aanval uit. De toestellen stegen op vanuit Fayid in Egypte en landden na de aanval in diverse landen: Irak, Syrië en Turkije.